# Orel (heraldika)
Pod pojmem orel se v české heraldice rozumí vyobrazení orla, který má dvě hlavy, oproti tomu orel s jednou hlavou se nazývá orlice. Jedná se o terminologické specifikum české heraldiky, protože jiné jazyky používají pro odlišení těchto dvou zvířat počet hlav.
První známý orel pochází z 23. století př. n. l. ze starověké Babylonie. Ve starém orientálním umění tkaní koberců se často opakovaně vytvářely obrácené obrazy. Z tohoto stylu tkaní se i do dalších uměleckých odvětví přenesl tento motiv proti sobě stojících párů zvířat coby dekorativní symetrický vzor. Dalším zjednodušováním ze dvou zvířat vzniklo jedno zvíře dvouhlavé.
Tímto čistě technickým způsobem vznikl ze dvou jednohlavých orlů rovněž jeden heraldický orel se dvěma hlavami. Vyobrazení orla na orientálních textiliích se dostala v 11. století do Evropy a kolem roku 1100 i do jejího umění (např. užití obrazu v románské plastice ve Francii). První pečeť s podobou orla se objevuje v roce 1180 jako zvolený osobní symbol hrabat ze Saarwerdenu.
Orel ve zlaté a černé byl znakem města Vídně již od roku 1237, kdy jí byl propůjčen Friedrichem II., u příležitosti volby Konráda IV. německým králem.
V pozdní Byzanci směli orla užívat císaři z rodu Palailogů. Odtud převzal orla roku 1487 kníže velkomoskevský jako vládce „třetího Říma“, po „pohanském“ Římě a křesťanské Konstantinopoli. Užívalo ho Ruské carství i Ruské impérium, po sovětské éře se opět vrátil v ruském státním znaku.
Svatá říše římská užívala orla od časů vlády císaře Zikmunda, konkrétně od roku 1433. Předtím byla ve znaku již od dob Karla Velikého jednohlavá „Říšská orlice“ jako znak císařské moci. Roku 1871 zřízená Německá říše přijala opět jednohlavou verzí, tj. orlici.

## Galerie

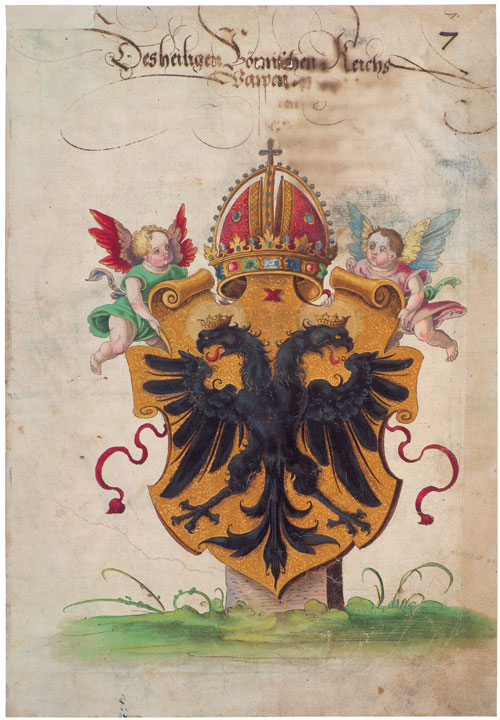
Orel ve znaku Svaté říše římské, ilustrace z nákladného rukopisu kolem roku 1540
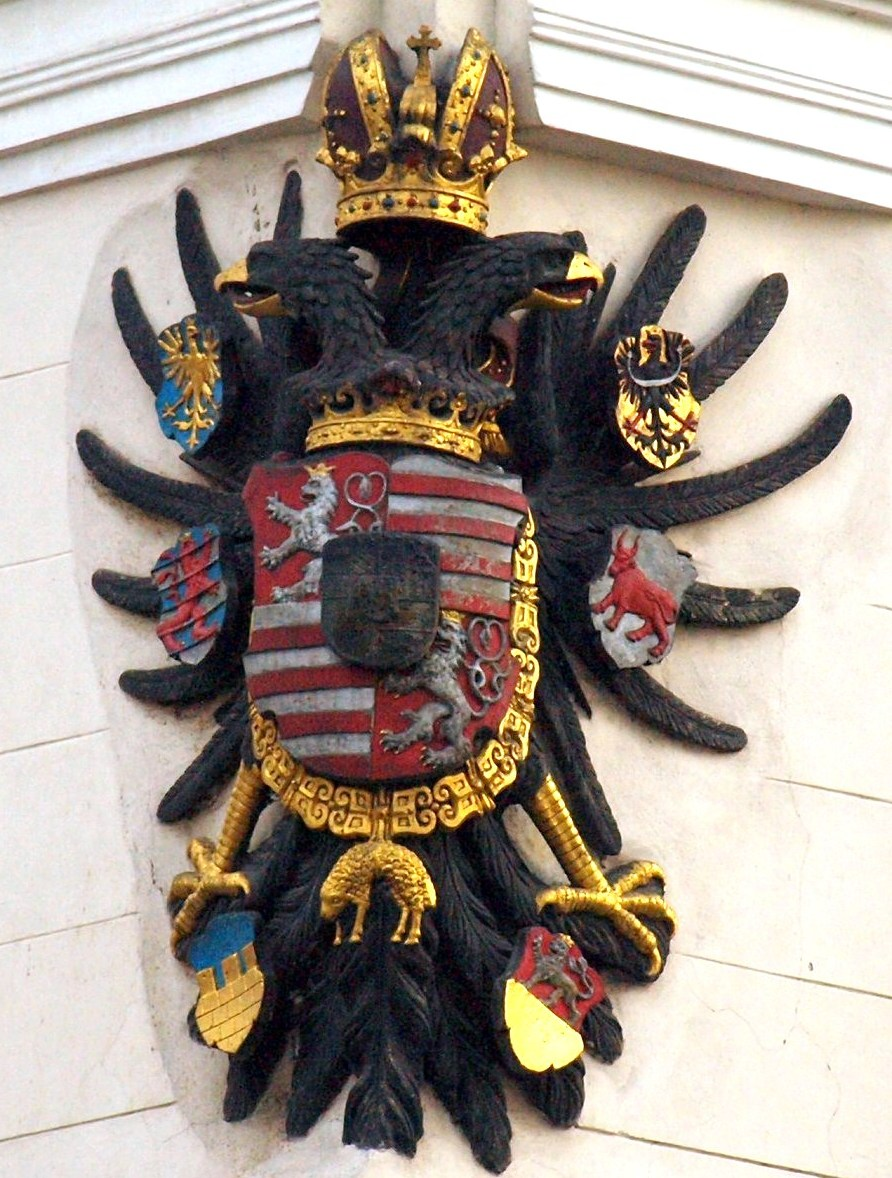
Rakouský orel se znakem Českého království (na domě na Křižovnickém náměstí v Praze)
Orel rakouského císařství („malý znak“ od r. 1815)
1934–1938 Spolkový stát Rakousko (Stavovský stát) znak
Byzantský orel
Znak Byzantské říše
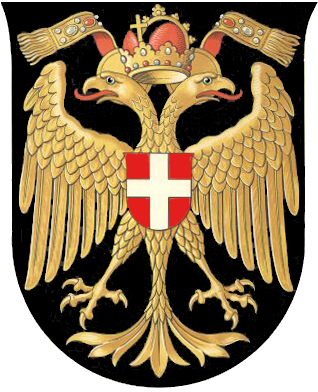
Znak říšského hlavního a rezidenčního města Vídeň (1461–1925)
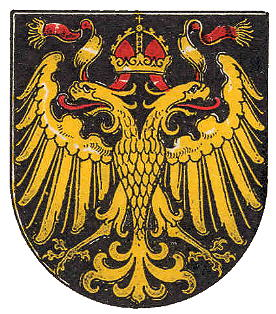
Znak města Kremže (Krems an der Donau)
Znak Vídeňského nového města
Velký znak města Kolín nad Rýnem
Znak Německého spolku
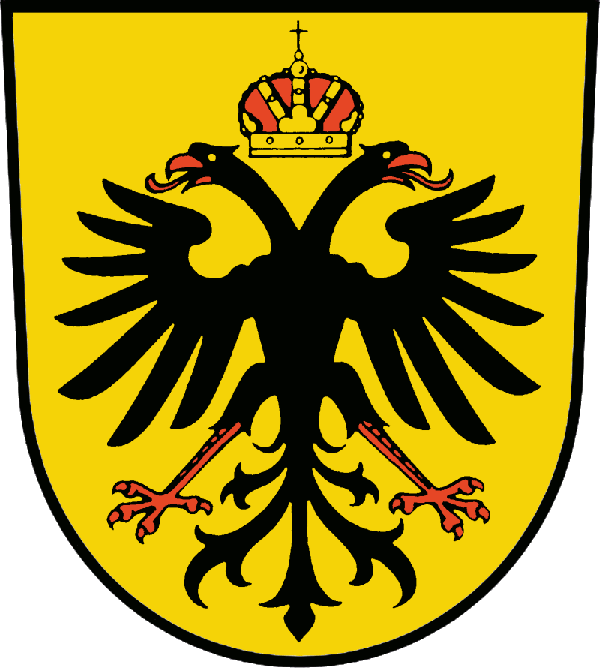
Znak města Ruhlandu
Znak zemského okresu Deggendorf
Znak Lübecku
Znak zemského okresu Alba-Dunaj
Znak zemského okresu Ortenau
Znak města Duisburg
Znak města Neuss (levá strana znaku s korunou propůjčenou císařem Friedrichem III. roku 1475 – (vpravo) později spojen s prvním znakem města a doplněn o lva)
Essenský městský znak
Znak Arnhemu
Znak Groningenu
Znak Nijmegenu
Znak Toleda
Znak Perthu (město ve Skotsku)
Státní znak Albánie
Státní znak Ruské federace
Státní znak Černé Hory
Státní znak Srbska
Státní znak Srbska a Černé Hory